# 1997 új világörökségi helyszínei
Az UNESCO Világörökség Bizottsága az 1997. december 1-6. között Nápolyban megtartott 21. ülésszakán az alábbi helyszíneket nyilvánította a világörökség részévé: 
| | Heard-sziget és McDonald-szigetek |
| Ausztrália |                                   |
| Természeti (VIII)(IX) |                                   |
| Védett terület: 658 903 ha, hivatkozás: 577 |                                   |
| Az Indiai-óceán déli részén, a kontinenstől távol eső két sziget az egyetlen ahol a szubantarktikus zónában vulkáni tevékenység folyik. A mindentől távol eső szigeteket csak a 19. században fedezték fel. A Heard-szigeten álló Mawson Peak, egy 2745 méter magas tűzhányó Ausztrália legmagasabb hegye. A vulkáni tevékenység betekintést enged a szigetek mélyén lejátszódó földtani folyamatokba, elszigeteltségük pedig az állat- és növényvilág fejlődésébe. Az erős nyugati légáramlatok látványos felhőalakzatokat és változatos csapadékformákat hoznak létre. A szigeteken csak őshonos fajok élnek, leggyakoribb állataik a bóbitás pingvinek, az antarktiszi medvefókák, az elefántfókák, a királypingvinek és madarak. A Heard-sziget 70%-át jég és gleccserek fedik, míg a McDonald-sziget felszínének 90%-át gleccserek és jéglemezek borítják. Az itteni gleccserek nagyon gyorsan reagálnak a klímaváltozásokra, ami így szintén tanulmányozható a területen. |                                   |

| | Macquarie-sziget |
| Ausztrália |                  |
| Természeti (VII)(VIII) |                  |
| Védett terület: 540 000 ha, hivatkozás: 629 |                  |
| A Lachlan Macquarie-ről, Új-Dél-Wales 1810 és 1821 közötti brit kormányzójáról elnevezett, Ausztrália és az Antarktisz között körülbelül félúton lévő sziget az indoausztrál és a csendes-óceáni kéreglemezek találkozásánál létrejött Macquarie-gerinc nevű víz alatti hegyvonulat csúcsa. A sziget lakatlan, csak egy kutatóállomás található rajta. A szubarktikus sziget 35 kilométer hosszú és 5 kilométer széles. A geológiai kutatások szempontjából rendkívül fontos, mert ez az egyetlen sziget ahol a tengerfenék alatt 6 kilométerre lévő rétegek a vízszint fölé emelkedtek és ott tanulmányozhatók. Az itt található természetvédelmi terület a szigetből és több mint 160 000 négyzetkilométer tengerből áll, változatos élővilággal. A meredek hegyoldalakkal és tavakkal tagolt táj jellegzetes állatai az elefántfókák és a pingvinek, amelyekből a becslések szerint 850 ezer pár él itt, ezen kívül fontos fészkelőhelye az albatroszoknak is. |                  |

| | Hallstatt–dachsteini kultúrtáj |
| Ausztria |                                |
| Kulturális (III)(IV) |                                |
| Védett terület: 28 446,2 ha, puffer zóna: 20 013,9 ha, hivatkozás: 806 |                                |
| A festői szépségű, változatos élővilágú, 2000–3000 méteres tengerszint feletti magasságú hegyvidéki területen a bronzkortól, az i. e. 2. évezred közepétől folyamatos a sóbányászat, amely egészen a 20. század közepéig meghatározta a környék történetét, gazdaságát és települési-építészeti arculatát. Hallstattról neveztek el egy vaskori kultúrát is, miután a 19. század második felében egy sírmellékletekkel gazdagon ellátott temetőt tártak fel a környéken. A kultúra Európa jelentős részén elterjedt, gazdaságának alapja a sóbányászat, valamint a vaskitermelés és feldolgozás volt. A középkori várost 1305-ben említik először az ismert források. A település házai magasak és keskenyek hogy a lehető legjobban kihasználják a szűk teret. Az alsó szint általában kőből készült, erre építették a gerendaszerkezetes felsőbb szinteket. A világörökségi helyszínhez tartozik a város tágabb környezete is, a festői táj jelentős kulturális, természeti és építészeti emlékeivel. Beletartozik a Dachstein vonulata 2995 méter magas csúcsával, valamint több barlang is, köztük a Hirlatz és Ausztria legkülönlegesebb barlangja a Dachstein-Rieseneishöhle is. |                                |

| | Szundarbansz mangróve erdeje |
| Banglades |                              |
| Természeti (IX)(X) |                              |
| Védett terület: 139 500 ha, hivatkozás: 798 |                              |
| Szundarbansz mangroveerdeje a Bengáli-öbölnél három nagy folyó, a Gangesz, a Brahmaputra és a Meghna deltavidékén terül el. Az egyedülálló mocsárvidék egy része Indiában fekszik, ahol a Szundarbansz Nemzeti Park néven védett területet már 1987-ben felvették a világörökségi listára. Bangladesben egy körülbelül 1400 négyzetkilométeres területet vontak védelem alá közvetlenül az indiai nemzeti park szomszédságában. A táj képét monszunesők, áradások és a torkolatvidéken jellemző árapályjelenségek formálják. Az iszapos, agyagos vidéket sűrű csatornarendszer tagolja, sós vizet jól tűrő mangroveszigetekkel. A terület állatvilága rendkívül gazdag, 260 madárfaj mellett olyan veszélyeztetett állatoknak ad otthont mint a bordás krokodil és a tigrispiton. Itt él az egyik legnépesebb bengáli tigris populáció is, aminek egyedszámát 350 példányra becsülik. Az erdők védik az ország belső területeit az egyre gyakoribb trópusi viharoktól. A térség bonyolult ökoszisztémája veszélybe került a klímaváltozás okozta az egyre emelkedő tengerszint, a víz megnövekedett sótartalma, az orvvadászat, az illegális fakitermelés és az olajszennyezés miatt. |                              |

| | São Luís történelmi városmagja |
| Brazília |                                |
| Kulturális (III)(IV)(V) |                                |
| Védett terület: 66,65 ha, hivatkozás: 821 |                                |
| A települést franciák alapították 1612-ben, majd rövid holland uralom után portugál fennhatóság alá került. A Brazília északkeleti részén fekvő város portugál építészeti stílusát a dél-amerikai trópusi környezethez igazították. Egy 20. századi gazdasági stagnálásnak köszönhetően elkerülték a nagyobb városrendezések, így megőrizte történelmi épületeinek nagy részét. Városközpontja sakktábla alaprajzú, sok ház homlokzatát festett csempékkel (azulejo) borították. Az összkép jellegzetes elemei az erkélyek, az erkélykorlátok, a kovácsoltvas kerítések, a keskeny, magas ablakokat körbefogó díszes keretek és a festett párkányok. A lakóházak belső udvarok köré épültek, a trópusi klíma miatt nagyobb ablakközöket alakítottak ki és jellemzőek a zsaluzott belső udvari verandák is. Díszes közigazgatási és kormányzati paloták is épültek, ma hivatalok és múzeumok működnek bennük. A város székesegyháza a 18. század első felében épült, 1763-ban érseki katedrális lett. A településen körülbelül négyezer történelmi épület őrződött meg, és jelentősek a 19-20. század fordulóján emelt középületek is. |                                |

| | Kókusz-sziget Nemzeti Park |
| Costa Rica |                            |
| Természeti (IX)(X) |                            |
| Védett terület: 199 790 ha, hivatkozás: 820 |                            |
| A Costa Rica partjaitól 550 kilométerre délnyugatra a Csendes-óceánban fekvő nemzeti park az egyetlen olyan sziget az óceán keleti részén amelyet esőerdő borít. Növénytakaróját a sok csapadéknak és a párát visszatartó domborzatának köszönheti. A sziget az északi és déli egyenlítői áramlás egyik találkozási pontjánál fekszik. A nemzeti park sűrű növényzete mellett tengerbe szakadó szikláiról, vízeséseiről és őserdőkkel borított hegycsúcsairól is nevezetes. Félreeső fekvésének köszönhetően számos őshonos faj fejlődött ki rajta, köztük egy pálmaféle. A szigetet már a 16. században felfedezték, de pontos helye sokáig nem volt a köztudatban ezért korábban csak nagyon kevesen jutottak el ide. Később növényzetének egy része kipusztult, de még így is nagy számban maradtak meg belterjes fajok, például az edényes növényeknek mintegy 70 faját tartják számon. A szigeten endemikus állatok is élnek, három madár-, 2 hüllő- és több mint 60 rovarfaj. A sziget körüli körülbelül 100 négyzetkilométeres is a nemzeti parkhoz tartozik, ahol a korallzátonyok mellett nyíltvízi állatfajok, cápák, ráják, tonhalak és delfinek élete is megfigyelhető. A sziget és az azt körülvevő tengeri ökoszisztémák lehetővé teszik számos biológiai folyamat tanulmányozását. |                            |

| | Hvaszong erőd |
| Dél-Korea |               |
| Kulturális (II)(III) |               |
| Hivatkozás: 817 |               |
| A Szöultól 50 kilométerre fekvő erődöt a Csoszon-dinasztia 22. királya Csongdzso építtette a 18. század végén. Az uralkodó apja sírját Szuvonba telepítette át és az új sírhelyhez kapcsolódva létesítették az erődöt. A három év alatt elkészült erőd a koreai hadi építészet egyik remekműve, a hadmérnökség akkori legkorszerűbb színvonalát képviselte keleti és nyugati minták ötvözésével. Az építkezést 1796-ban fejezték be. A védelmi célokra szolgáló erődöt több mint öt kilométer hosszan 4-6- méter magas fallal erősítették meg, amelyet négy kapuval tagoltak. A legnagyobb kapuhoz négy zsilipkapu is tartozott. A fal négy saroktornyához öt figyelő és ágyútornyot alakítottak ki. A védelmet összesen negyvennyolc épület erősítette, köztük kilövőállások, bástyák és bunkerek. Az erőd egy része a japán hódítás és a koreai háború alatt megsemmisült, de fennmaradtak eredeti tervrajzai amik lehetővé tették rekonstrukcióját. A helyreállítási munkák jelenleg is tartanak. |               |

| | Cshangdokkung palotaegyüttes |
| Dél-Korea |                              |
| Kulturális (II)(III)(IV) |                              |
| Védett terület: ha, puffer zóna: ha, hivatkozás: 816 |                              |
| Cshangdokkung, a "virágzó erény palotájának" épületegyüttese egyike a Csoszon-dinasztia öt szöuli királyi palotájának. A 15. század elején Thedzsong király rendelte el építését, elhelyezkedése miatt Keleti Palotának is nevezik. Az épületegyüttes két fő része az U alakú „titkos” királyi kert közepén egy tóval, valamint a palotaegyüttes. Három kapuja három udvarba (hivatalok udvara, királyi rezidencia udvara, és az audiencia udvara) vezet. Számos igazgatási, fogadó- és lakóépület is található a területen, ezek az évszázadok során többször is leégtek, de mindig újjáépítették. A kerteket lépcsőzetes teraszokkal tagolták és pavilonokkal díszítették. Fákat ültettek (száz őshonos és tizenöt külföldi fafajta több tízezer példányát) és mesterséges tavakat alakítottak ki. A palota 1611 és 1872 között a kormány székhelye volt. A Közmeghallgatás csarnokának épületkomplexuma 1804-ben kapta jelenlegi formáját. A más néven a „Jóindulatú Kormány Csarnokának” nevezett épület nyolc év alatt készült el, a pavilon mellett belső udvar és kert is tartozik hozzá. Feltűnő jellegzetessége a királyi paloták számára fenntartott kék cseréptető. |                              |

| | Morne Trois Pitons Nemzeti Park |
| Dominikai Közösség |                                 |
| Természeti (VIII)(X) |                                 |
| Védett terület: 6857 ha, hivatkozás: 814 |                                 |
| Az 1342 m magas vulkáni kúpon és előterében elterülő 70 négyzetkilométeres Morne Trois Pitons Nemzeti Parkot 1975-ben hozták létre. Az azonos nevű vulkán öt működő kráterével ma is aktív. A terület jellegzetességei közé tartoznak a meredek, szurdokokkal tagolt vulkáni halmok, gőz- és iszapforrások, kénes kigőzölgések, forróvizes tavak, sárbuborékok és vízesések. A nemzeti park a Kis-Antillák fajokban leggazdagabb természeti lelőhelye, az esőerdők, a tavak többek között 150 madárfajnak adnak otthont. A változatos növényzet fajai közül 21 endemikus. A park látványosságai közé tartozik az iszap- és hőforrásokkal tagolt Sivárság völgye, a Smaragd-medence, amely zöldes színét földfelszín alatti folyamatoknak köszönheti, valamint a sziklák között elterülő Forró-tó, a Föld második legnagyobb forróvizes tava. Ezen kívül a parkban található az úgynevezett Büdös Lyuk, ami egy lávahenger és egy látványos vízesés zúdul le belőle, egy nem aktív kráterben kialakult Boeri tó és az Édesvizű tó, az ország legnagyobb tava. |                                 |

| | Maritime Greenwich |
| Egyesült Királyság |                    |
| Kulturális (I)(II)(IV)(VI) |                    |
| Védett terület: 109,5 ha, puffer zóna: 174,85 ha, hivatkozás: 795 |                    |
| A világörökségi helyszínhez számos épület tartozik London keleti városrészében, amik a 17-18. században végbemenő tudományos/művészeti fejlődés eredményeit tükrözik. Greenwich egyik fő látványossága a Királyi Obszervatórium, de emellett számos palladiano stílusú épület, illetve Sir Christopher Wren és Inigo Jones alkotásai is megtalálhatók itt. Központi eleme Anna királyné kastélya amelyet Indigo Jones tervezett. A 17. század végén Sir Christopher Wren tervei alapján épült meg a Brit-szigetek legjelentősebb barokk épületegyüttese, a Királyi Tengerészeti Akadémia. A greenwichi dombtetőn álló csillagvizsgáló központi termében a Királyi Természettudományos Akadémia tartotta üléseit. Az obszervatóriumhoz tartozó Flamsteed-házban álló teleszkóp kulcsszerepet játszott a greenwichi meridián 1884-es meghatározásában. A környező királyi parkot André Le Nôtre tervei alapján alakították ki. A királynéi kastély a hozzá tartozó épületekkel együtt 1937 óta Nemzeti Tengerészei Múzeum. A csillagvizsgálóban jelenlegi is folynak a kutatások. |                    |

| | Tallinn óvárosa |
| Észtország |                 |
| Kulturális (II)(IV) |                 |
| Védett terület: 113 ha, puffer zóna: 2253 ha, hivatkozás: 822 |                 |
| A dánok által a középkorban alapított Tallinn az észak-európai kereskedővárosok egyik olyan példája, ahol a történelmi városközpont szinte sértetlenül megmaradt. A Hanza-szövetség egyik központja volt, hajdani gazdagságáról számos kereskedőház, fényűző középület és templom tanúskodik. A korábban Revalnak nevezett település 1920-ban lett Észtország fővárosa és ekkor kapta a Tallinn nevet. Az Óváros magja a Dómhegyen található, amelyet tornyokkal megerősített falakkal védelmeztek. Legfontosabb épülete a Szűz Mária-templom (a Dóm), amelyet 1230-ban kezdtek el építeni. A Városháza téren álló gótikus stílusú városháza a 14. századból származik. Figyelemre méltó még a fafaragványokkal gazdagon díszített Szentlélek-templom, a 13. vagy a 14. században alapított Szent Miklós-templom, valamint a Szent Olaf-templom. Az alsóváros a mai napig őrzi a középkorra jellemző szabálytalan úthálózatát, számos városi palotát és kereskedelmi célokra használt magánépületeket. |                 |

| | Cité de Carcassonne |
| Franciaország |                     |
| Kulturális (II)(IV) |                     |
| Védett terület: 11 ha, puffer zóna: 1 358 ha, hivatkozás: 345 |                     |
| Cité di Carcassonne egy kettős falgyűrűvel megerősített középkori erődváros, egyike Európa leglátványosabb ilyen jellegű településeinek. A hely már több ezer éve lakott még a kelták alapították. Falrendszerének legkorábbi elemei még a római korból származnak. A fal nyugati részén álló várat a 12. században építették. Legfontosabb egyházi épülete a Saint Nazaire-bazilika amelyet román stílusban kezdtek építeni a 12. század első felében, később a szentélyrészt már gótikus stílusban fejezték be. A külső erődfalat a 13. század vége felé kezdték kialakítani, leglátványosabb elemei a Narbonne-i kapu és a Régi híd. A település 1660 után (Pireneusi béke) elvesztette stratégiai jelentőségét és pusztulni kezdett. A 19. században le akarták bontani az akkorra már teljesen elszegényedett városközpontot. 1844-ben végül úgy határoztak, hogy megmentik és Viollet-le-Duc vezetésével megkezdték a helyreállítást, amelyet csak a 20. században fejeztek be. A történelmi városrész ma is lakott terület, népszerű turistalátványosság. |                     |

| | Pireneusok – Mont Perdu/Monte Perdido |
| Franciaország és Spanyolország közös világörökségi helyszíne |                                       |
| Kulturális (III)(IV)(V)(VII)(VIII) |                                       |
| Védett terület: 30.639 ha, hivatkozás: 773 |                                       |
| A két ország határán elterülő hegyvidék legmagasabb csúcsa a 3353 méter magas Mount Perdou. A körülötte elterülő különleges szépségű hegyvidéken látványos geológiai képződmények találhatók. A helyszínhez kezdetben a spanyolországi Ordesa y Monte Perdido Nemzeti Park és a franciaországi Pireneusok Nemzeti park egy-egy része tartozott, később (1999-ben) kiegészült Gédre francia településsel is. A vidék fő jellegzetességei a francia oldalon található három cirkuszvölgy (félkör alakú, színházhoz hasonlító völgy) és spanyol részen két szurdok, Európa legmélyebb szurdokai. A térség sokszínű élővilágát a tengerek közelségének és a hegyvidéki klíma együttesének köszönheti és annak, hogy a területen viszonylag kicsi az emberi tevékenység. Az itt élők évszázadokon keresztül pásztorkodó legeltető állattartásból éltek, a hegyi falvakon és tanyákon a modern életforma ma is viszonylag keveset változtatott. |                                       |

| | Kinderdijk-elshouti malomrendszer |
| Hollandia |                                   |
| Kulturális (I)(II)(IV) |                                   |
| Védett terület: 322 ha, hivatkozás: 818 |                                   |
| A Rotterdam közelében lévő Kinderdijk és Elshout falvak térségében víztározók, gátak, szivattyúüzemek, hivatali épületek és legfeltűnőbb elemei a szélmalmok határozzák meg a tájképet. A terület fontos technikai vívmánya és helyszíne annak a folyamatnak, amely során az itt élők földterületeket nyertek a tenger visszaszorításával. Kindekjinktől délre tizenkilenc szélmalom áll egy sorban, ez az ország legkiterjedtebb történelmi malomegyüttese. A legtöbb malomnak csak a felső része forog, lapátjaik 30 centiméterre megközelítik a talajt. Legtöbbjük a 18. század közepén épült és az 1940-es évekig működött. Ezután kivonták őket a forgalomból de jelenleg is működőképesek. Egykor több mint százötven szélmalom működött, majd számuk 1870 körülre hetvennyolcra esett vissza. A világörökségi helyszínhez tizenkilenc tartozik. A malmok segítségével két fázisban szivattyúzták ki a vizet a területről, először egy alacsonyabban futó csatornából egy magasabb csatornába és onnan egy tározóba, ahonnan később más elvezették. |                                   |

| | Willemstad történelmi körzete Holland Antillák |
| Hollandia |                                                |
| Kulturális (II)(IV)(V) |                                                |
| Védett terület: 86 ha, puffer zóna: 87 ha, hivatkozás: 819 |                                                |
| Holland kereskedők Curaçao szigetének egyik természetes kikötőjénél alapították meg a települést 1634-ben. Hamar kihasználták a tengerrel egy természetes csatornával kapcsolatban lévő hely lehetőségeit, így Willenstad hamarosan a Holland Nyugat-indiai Társaság legfontosabb kikötőjévé fejlődött, a Holland Antillák fővárosa lett. Jellegzetességei a természetes kikötő által elválasztott egyedi városrészei, amelyek spanyol, holland, és portugál gyarmati városokra emlékeztetnek. Az építkezéseket az afrikai rabszolgakereskedelem és a dél-amerikai ültetvények áruinak átmenő forgalma után keletkezett haszonból finanszírozták. Az Anglia és Hollandia közti háborúk alatt a települést sokszor kifosztották, ennek ellenére számos történelmi épület fennmaradt, a kikötő mellett sok színes, holland stílusú ház áll. A sajátos szerkezetű városnegyedek legjelentősebb épületei a holland református egyház temploma és az 1732-ben alapított zsinagóga. |                                                |

| | Euphrasius-bazilika |
| Horvátország |                     |
| Kulturális (II)(III)(IV) |                     |
| Hivatkozás: 809 |                     |
| Az Isztriai-félsziget nyugati partján fekvő Poreć bazilikája a 6. században, Euphrasius püspök idejében nyerte el mai formáját. A területen már a 3. században éltek keresztények, de az első komolyabb építkezésre a 4. században került sor, amikor egy kápolnát emeltek Szent Mór, a keresztényüldözések egyik vértanújának sírja fölé. Az 5. század folyamán egy bazilikát építettek erre a helyre és ez bővítették ki a 6. században. A bazilikából, az átriumból, a keresztelőkápolnából és a püspöki palotából álló épületegyüttes a korai keresztény és a bizánci építészet egyik szép példája, de a templomon ezenkívül római hatások is felismerhetők. A 6. században, főleg Justinianus idejében volt a bizánci művészet egyik virágkora, ennek megfelelően a poreči templomot is gazdagon díszítették mozaikokkal, alabástrommal és stukkókkal. Az apszis fennmaradt mozaikja Máriát a Gyermekkel, apostolokat, angyalokat és a templom alapítóját jeleníti meg. A hajókat elvásztó oszlopsorhoz a mai Isztambul közelében bányászták a márványt. Az épületegyüttest a 13. század végén a kanonokok házával bővítették, majd a 16. században a bazilika mellé egy harangtornyot építettek. |                     |

| | Trogir történelmi központja |
| Horvátország |                             |
| Kulturális (II)(IV) |                             |
| Védett terület: 6,4 ha, puffer zóna: 4,8 ha, hivatkozás: 810 |                             |
| A dalmát tengerparton fekvő Trogir városát Tragurion néven görög telepesek alapították i. e. 385-ben. Az ókor egyik legfontosabb kikötőjévé fejlődött, alaprajza hellenisztikus mintákat követ. A kis szigeten fekvő település a 6. században bizánci uralom alá került majd a 11. század elejétől horvátok, bosnyákok, magyarok és velenceiek harcoltak érte. A harc velencei győzelemmel végződött és 1420-tól egészen a Velencei Köztársaság bukásáig a fennhatósága alá tartozott. Első virágkorát a római időkben élte, a ma is használatban lévő két főút a cardo és a decumanus között tárták fel az ókori fórum maradványait. A következő nagyobb fellendülés a 13. és 15. század között következett be. Ebből a korból származik a román-gótikus stílusú Szent Lőrinc-katedrális amelynek Radovan mester által 1240-ben készített nyugati kapuja Horvátország egyik legjelentősebb szobrászati emléke. A városháza az óratoronnyal a 15. században épült, és ekkor emelték a Kamerlengo-erődöt is ami már a velencei erődök közé tartozik. Megerősítették a települést védő falakat is és ezek közelében építették fel a legelőkelőbb családok késő gótikus, reneszánsz, illetve barokk polgárházait és palotáit. |                             |

| | Mount Kenya Nemzeti Park |
| Kenya |                          |
| Természeti (VII)(IX) |                          |
| Védett terület: 202 334 ha, puffer zóna: 69 339 ha, hivatkozás: 800 |                          |
| A Mount Kenya Nemzeti Park, Afrika legváltozatosabb nemzeti parkja a Mount Kenya (Kenya-hegy) 5199 méter magasra emelkedő kettős hegycsúcsát és a környező hegyet foglalja magába. A Mount Kenya az ország legmagasabb, egyben a kontinens második legmagasabb hegycsúcsa. A hegy egykor vulkán volt, körülbelül 3 millió évvel ezelőtt lehetett aktív, ekkor magassága feltehetőleg elérte a 6500 métert. A hegy oldalán változatos növényzónák alakultak ki, 2000 méteres magasságig nedves lombhullató erdők, 2500 méter körül bambuszerdők, 3500 méteren felül nyílt füves térségek, majd ezt 4300 méterig hangafüves puszták és cserjék váltják fel. Fölötte a hegy csúcsáig gleccserek, tavak és sziklák terülnek el növényzet nélkül. A hegyen kialakult 12 gleccser egyre gyorsabb ütemben húzódik vissza. Az alacsonyabban fekvő területek jellegzetes emlősállatai az óriásdisznó, az elefánt, a keskenyszájú orrszarvú, a leopárd, a kafferbivaly, valamint a kelet-afrikai szirtiborz. Jelentős a madárpopuláció is, a különböző zónákban eddig megközelítőleg 150 fajt azonosítottak. A hegyet a környező népek szentnek tartják, és fontos színhelye vallási szertartásaiknak. |                          |

| | Turkana-tó Nemzeti Park |
| Kenya |                         |
| Veszélyeztetett világörökségi helyszínek listájára került: 2018 |                         |
| Természeti (VIII)(X) |                         |
| Védett terület:161 485 ha, hivatkozás: 801 |                         |
| A Turkana-tó Nemzeti Park Kenya északnyugati részén a szudáni és az etiópiai határ közelében helyezkedik el. A tavat jobbára félsivatagos fennsík övezi, amelynek szélén vulkánok emelkednek. A helyszín három nemzeti park összessége, ezek Sibiloi, a Central Island és a South Island nemzeti parkok. A Sibiloi Nemzeti Park 1500 négyzetkilométer kiterjedésű, oroszlánok, zebrák, antilopok, gazellák, valamint gázló- és vándormadarak élőhelye. A park területén egy körülbelül hétmillió éves megkövesedett erdő maradványait is feltárták. A tó Afrika legsósabb tava, a közepén emelkedik az 5 négyzetkilométeres vulkanikus szikla, a Central Island, ami vízimadarak kedvelt fészkelőhelye. A tőle délre elterülő South Island Nemzeti Park jelentős víziló-populációjáról nevezetes. A tó partján, Koobi Fora térségében jelentős régészeti leleteket tártak fel az ember korai fejlődésének korából, köztük Australopithecus, Homo habilis, Homo erectus és Homo sapiens maradványokat. A tó körzetében megközelítőleg 350 madárfajt figyeltek meg, köztük flamingó kolóniákat. Egy Etiópiában tervezett gát veszélyezteti a térség ökológiai egyensúlyát, ezért a helyszín felkerült a veszélyeztetett világörökségi helyszínek listájára |                         |

| | Licsiang óvárosa |
| Kína |                  |
| Kulturális (II)(IV)(V) |                  |
| Védett terület: 145,6 ha, puffer zóna: 582,3 ha, hivatkozás: 811 |                  |
| A Közép- és Dél-Ázsia határterületén a mianmari határ közelében fekvő Licsiang, a Kínai Birodalom egykori előretolt állása az ország egyik legjobb állapotban megmaradt történelmi központjával rendelkezik. A hegyek között kialakult településnek nem volt szüksége védőfalakra, vízellátásáról a részben ma is használt bonyolult és gondosan tervezett ősi vízrendszere gondoskodott. A tisztaságot csatornahálózat biztosította. Épületei különböző kultúrák építészeti hagyományai egyesíti, köztük az itt megtelepedett nahszi nép egyszerű, gerendaszerkezetes építészetét. A legtöbb épület kétszintes, kövezett alapon áll, favázas szerkezetű, földszintjén vályogból, felső szintjén palánkokból kialakított falakkal. A multikulturális helyszínen tíznél is több etnikai csoport élt. A szűk utcák labirintusszerűen alakultak ki, a település egyik központja a piactér, ami egyben a tartomány legfontosabb kereskedelmi helye volt. A kereskedők negyede a település északi részén épült ki. A Licsiangi tartományi hivatal 13. század végén emelt épületéből mára csak egy pavilon, egy torony és kőárkádok maradtak fenn. A város egy 1997-es földrengésben károsodott, azóta megrongálódott épületeinek nagyobb részét helyreállították. |                  |

| | Szucsou klasszikus kertjei |
| Kína |                            |
| Kulturális (I)(II)(III)(IV)(V) |                            |
| Védett terület: 11,92 ha, puffer zóna: 26,83 ha, hivatkozás: 813 |                            |
| A helyszínhez a 11. és a 19. század között kialakított parkok tartoznak a Jangce folyó alsó szakaszánál található Szucsouban. A kerteket hivatalnokok, nyugalmazott tisztségviselők, kereskedők megbízásából hozták létre és művészien elrendezett szikláikkal, növényeikkel, tavaikkal és épületeikkel napjainkig megőrizték a régi korok atmoszféráját. A Kavargó hullámok pavilonjának kertje a 11. század közepéről származik, neve a korrupcióra utal. Kína egyik legszebb kertjének tartják a Szerény hivatalnok kertjét, amelyet a 16. század elején építették át ma is látható formájára. Az 1342 körül kialakított Oroszlánliget sziklaalakzatairól nevezetes. A 18. századi Páros visszavonulás kertjének meghatározó eleme egy épületekkel körbevett tóból kiemelkedő hegy. A 17. századi Művelés kertjének egynegyedét egy tó foglalja el, míg a Visszavonulás és elmélkedés kertje egyike a legkisebb és legnépszerűbb kerteknek. A világörökségi helyszínhez tartozik ezen kívül a Megmaradt kert, a Hálók mesterének kertje nagyméretű faragott köveivel, ami a tulajdonos udvarnál betöltött rangját szimbolizálja és a 16. században gondosan megtervezett, részletgazdag Átfogó szépség hegyi villája. |                            |

| | Ping Jao ősi városa |
| Kína |                     |
| Kulturális (II)(III)(IV) |                     |
| Védett terület: 245,62 ha, puffer zóna: 95,99 ha, hivatkozás: 812 |                     |
| Ping Jao a már az időszámításunk előtt is létező település sokkal később, a Ming- és a Csing-dinasztiák korában (14-20. század) vált korának jellegzetes városává és jó állapotban megmaradt építészeti emlékeinek köszönhetően átfogó képet nyújt a kínai történelem meghatározó időszakának életéről. A 14. században egy több mint hat kilométer hosszú védőfallal kerítették körbe, az átlagosan 5 méter vastagságú fal magassága elérte a 12 métert. A falat 72 bástyával erősítették meg, a városba hat kapun keresztül lehetett bejutni. Városszerkezetére a gondos tervezés jellemző, a hat kilométeres fal mögött kiépült település nagysága megegyezett a kor előírásainak hivatalos méretével. A város megélhetését a kereskedelem és a banktevékenység biztosította, a 19. század végére viszont a kereskedelmi központok és útvonalak áthelyeződése miatt (Hongkong és Sanghaj megerősödése) gyors hanyatlásnak indult. A felhalmozott vagyonnak köszönhetően Ping Jaoban látványos középületek, templomok és lakóházak épültek, a városképre a fekete téglaépületek jellemzőek. A gyors hanyatlás következtében a modernizáció elkerülte, ennek köszönhető nagyszámú történelmi épületének fennmaradása. |                     |

| | San Pedro de la Roca-erőd |
| Kuba |                           |
| Kulturális (IV)(V) |                           |
| Védett terület: 93,88 ha, puffer zóna: 151,99 ha, hivatkozás: 841 |                           |
| San Pedro de la Roca várát az 1514-ben alapított Santiago de Cuba városban kezdték építeni a 17. században, amikor a kalózok és a versenytárs gyarmatosítók egyre nagyobb veszélyt jelentettek a településre. Az „El Morro” néven is ismert várat 1638-ban kezdték építeni itáliai reneszánsz stílusban Juan Bautista Antonelli tervei alapján. Az erődöt a kikötő bejárata fölé egy sziklás hegyfokra építették, kis erősségekből lőszerraktárakból, bástyákból, tüzérségi állások bonyolult együtteséből és lépcsőkkel összekötött teraszokból áll. A földrengések és a támadások során többször megrongálódott vár és védelmi rendszere a spanyol-amerikai hadi építészet egyik legnagyobb szabású és legigényesebb darabja. A masszív erődrendszert többször helyreállították és kibővítették. Az épületegyüttes a 19. század végén elvesztette stratégiai jelentőségét, és az 1960-as években elkezdett felújításig üresen állt. |                           |

| | Toruń középkori városa |
| Lengyelország |                        |
| Kulturális (II)(IV) |                        |
| Védett terület: 48 ha, puffer zóna: 300 ha, hivatkozás: 835 |                        |
| Toruń a 13. században alakult ki miután a Német Lovagrend várat emelt itt, hogy kiindulópontként szolgáljon a porosz területek meghódításához. A Visztula folyó partján kiépült település bekapcsolódott a Hanza-városok között kereskedelembe virágzó központtá fejlődött és saját hajóflottával is rendelkezett. Az Óváros egy központi piactér köré épült, ezt a 13. század második felében több lépésben bástyákkal tagolt kettős fallal erősítették meg. Az Újváros 1267 után alakult ki a vártól északra, ez a terület lett a város kézműiparának központja. A település arculata az évszázadok során többször megváltozott, ennek ellenére megőrizte szerkezetét és korai épületeinek jelentős részét. A lovagrend várát a lakosok 1454-ben felégették, és Toruń független városállam lett a lengyel királyi felségterületen belül. A régi Városháza építése 1259-ben kezdődött, majdnem ugyanakkor mint a Szent János-templomé (1260-1480). Fennmaradt Kopernikusz 15. századi szülőháza is. A 19. században a várfalak egy részét elbontották, és fényűző lakóházak is épültek a városban. |                        |

| | A Német Lovagrend kastélya Malborkban |
| Lengyelország |                                       |
| Kulturális (II)(III)(IV) |                                       |
| Védett terület: 18,03 ha, hivatkozás: 847 |                                       |
| A Gdańsktól körülbelül 60 kilométerre lévő hatalmas téglavár építését a 13. század utolsó negyedében kezdték meg a Német Lovagrend számára egy régi kastély kibővítésével. Jelentősége 1309 után nőtt meg, miután a rend nagymesterének székhelyét ide helyezték át Velencéből. A Nogat folyó partján emelkedő téglaépítmény Európa egyik legszebb középkori kastélya, hatása az egész északkelet-európai késő fgótikus építészetben felismerhető. A reformáció idején a lengyel király birtokába került, később a 18. század vége felé pusztulni kezdett. A 19-20. század fordulóján felújították, majd a II. világháború alatt súlyos károkat szenvedett. Az 1960-s évektől eredeti tervrajzok alapján helyreállították, ma múzeum. Az eredeti, külső várban alakították ki a nagymester hivatali központját, a nagymesteri palota az épületegyüttes délnyugati végébe került. A középső épületrészben kapott helyet a kórház és a parancsnoki szállás. A várat masszív falakból, bástyákból árkokból, földsáncokból és tavakból álló védelmi rendszer veszi körbe. |                                       |

| | Riga történelmi központja |
| Lettország |                           |
| Kulturális (I)(II)() |                           |
| Védett terület: 438,3 ha, puffer zóna: 1574,2 ha, hivatkozás: 852 |                           |
| Riga, az észak-európai és balti Hanza-szövetség egyik legfontosabb központja a Daugava folyó torkolatánál, a Balti-tenger partján fekszik. Óvárosában számos középkori templom és kereskedőház épült, és itt található Európa egyik legszebb, szecessziós stílusban emelt épületcsoportja is. A középkori település gazdagságának alapja a Kelet- és Közép-Európával folytatott intenzív kereskedelem volt. A városmag szerkezetében ma is felismerhető a több évszázadig tartó virágzás emléke. A legkorábbi épületek túlnyomó többsége a gyakori tűzvészek, valamint a háborúk miatt elpusztult, és csak a 13. századi Ramer-torony, a 14. századi Lőportorony, a szintén 14. századi Feketefejűek Háza (a világ legnagyobb céhszékháza) maradt meg. A 15. században Riga tipikus Hanza-várossá fejlődött, ebből a korból származik a felújított Három Fivér Háza néven ismert épületcsoport. A 17. századból maradt meg a nagyméretű Reutem-ház és a Dannenstern-ház. A Citadella építését 1760-ban kezdték meg, és ebből a korban emelték a Svéd kaput is. A város a 19. században újra fejlődésnek indult, ekkor alakult ki a középkori városmagot gyűrűként körbefogó két újabb negyed, az egyik nagyszabású neoklasszikus épületekből a másik szecessziós stílusú házakból áll. A Tőzsdepalotát 1852 és 1855 között emelték, az épületen erőteljes velencei hatás figyelhető meg. |                           |

| | Volubilis régészeti lelőhelye |
| Marokkó |                               |
| Kulturális (II)(III)(IV)(VI) |                               |
| Védett terület: 42 ha, puffer zóna: 4 200 ha, hivatkozás: 836 |                               |
| Volubilis volt a mai Marokkó területén kiépült legfontosabb római település. Az i. e. 3. században a karthágóiak által alapított város Mauretania provincia fővárosaként i. sz. 40-ben a Római Birodalom előretolt bástyája lett. A birodalom részekén gyors fejlődésnek indult, a rómaiak egy monumentális városközpontot építettek, amit egy nyolc kapuval tagolt fallal erősítettek meg. Septimius Severus császár uralma alatt újabb építkezési hullám kezdődött, majd máig tisztázatlan okok miatt Diocletianus uralma kezdetén 285-ben a rómaiak elhagyták a város. A régészeti kutatások már korán, 1887-ben elkezdődtek, a lelőhely különlegességét a megmaradt mozaikpadlók adják változatos formáikkal és mintázatukkal. A romváros fő részei a Capitolium, egy fürdőkomplexum, Caracalla diadalíve, egy bazilika, valamint paloták, villák és lakóházak. A 900 hosszú decumanus maximus a korábbi pun és az északnyugati római városrész közötti határon húzódott. A város lakosainak számát tízezerre becsülik. Az öthajós 2. századi bazilika gyűlésteremként és bírósági épületként is funkcionált, a paloták és villák főleg a padlómozaikjaikról nevezetesek. |                               |

| | Tetuán medinája (óvárosa) |
| Marokkó |                           |
| Kulturális (II)(IV)(V) |                           |
| Védett terület: 6,5 ha, hivatkozás: 837 |                           |
| A Tangertől 50 kilométerre a Rif-hegység lábánál elterülő Tetuán az iszlám hódítás kezdetétől jelentős szerepet töltött be, összekötő kapocs volt Andalúzia és Marokkó között. Művészetében és építészetében erős andalúziai hatás ismerhető fel. Arab források már a 10-12. században is említik. Medinája (óvárosa) fehérre meszelt házakból áll, közöttük szúkok és mecsetek maradtak fenn. Az egész medinának a műhelyekkel, a boltokkal, a keskeny sikátorokkal keleti bazár hangulata van. Az összképhez tartoznak a tereken álló csempés kutak, a medreszék, a minaretek és a mauzóleumok. Legfontosabb mecsete a legkisebbek közé tartozik Marokkóban, viszont az egyik legszebbnek és legbefejezettebb épületegyüttesnek tartják. Végső, ma is látható nyolcas tagolású megjelenését egy 18. századi újjáépítéskor nyerte el. A város királyi palotája a 17. században épült, a medina északkeleti pereménél lévő kasba legrégebbi épületei a 13. századból származnak. |                           |

| | Hospicio Cabañas, Guadalajara |
| Mexikó |                               |
| Kulturális (I)(II)(III)(IV) |                               |
| Védett terület: 2,34 ha, puffer zóna: 29,63 ha, hivatkozás: 815 |                               |
| A Hospicio Cabanas egy szeretetotthon Nyugat-Mexikóban, Jalisco szövetségi állam fővárosában, Guadalajarában. A maga korában egyedülálló létesítményt a 19. század elején építették Juan Ruiz de Cabanas utasítására, hogy menedéket nyújtson a szükséget szenvedőknek. A lakók között voltak árvák, aggok, betegek és fogyatékosok is. A Manuel Tolsa tervei alapján épült négyszög alaprajzú szeretetotthon fókuszpontja a kápolna amelyet José Clemente Orozco falfestményeivel díszítettek. A képek az ország történelmének eseményeit ábrázolják és egyike a mexikói festőművészet legkiemelkedőbb alkotásainak. A kupolában látható „Tűzből jött ember” című allegorikus kép a festő művészetének csúcspontja. A neoklasszikus stílusú otthonban a kápolnán és a konyhán kívül minden épületrész egyszintes, már a tervezéskor alkalmazkodtak az itt élő betegek és mozgássérültek igényeihez. A belső udvarokat hosszú folyosókkal kötötték össze, a legtöbbjükhöz legalább két oldalon árkádok csatlakoznak. |                               |

| | Lumbini, Buddha születési helye |
| Nepál |                                 |
| Kulturális (III)(VI) |                                 |
| Védett terület: 1,95 ha, puffer zóna: 22,78 ha, hivatkozás: 666 |                                 |
| A hagyomány szerint Gautama Sziddhártha, a buddhizmus alapítója Lumbini falu közelében egy ligetben született i. e. 623-ban. Ennek emlékére egy templomot építettek, és a hely hamarosan népszerű zarándokcélponttá fejlődött, már a korai írásos források előtt is ismert hely volt. A templomban egy kődombormű jeleníti meg a vallásalapító születését. A zarándokok között volt a buddhizmus egyik legfontosabb patrónusa, a Maurja dinasztia harmadik uralkodója Asóka király is, aki egy oszlopot állíttatott fel a születés feltételezett helyszínén. A helyet 1978-ban hivatalosan is buddhista zarándokközponttá nyilvánították, és jelenleg is így működik. |                                 |

| | Casertai királyi palota, a Vanvitelli-vízvezeték és a San Leucio épületegyüttes |
| Olaszország |                                                                                 |
| Kulturális (I)(II)(III)(IV) |                                                                                 |
| Védett terület: 87,37 ha, puffer zóna: 110,76 ha, hivatkozás: 549 |                                                                                 |
| A palota 1752 és 1775 között épült III. Károly számára. Az épületegyüttes kiemelkedett kortársai közül, méreteiben és pompájában Versailles-i kastéllyal vetekedett. A négyszögletes alaprajzú palotát Luigi Vanvitelli tervei alapján hozták létre. Az ötszintes, négy udvaros épületben negyvenötezer négyzetméteren 34 lépcsőház és 1217 helyiség található. Legszebb részei a fő lépcsőház (több film forgatási helyszíne), a kápolna és a színház. A nyolcvan hektáros kastélyparkban a középső tengelyt szökőkutak és csatornák jelölik ki. Egyik végén áll a francia mintára épült Nagy szökőkút. Az épületegyüttes vízellátásáról a szintén Vanvitelli által tervezett vízvezeték gondoskodik, ami szintén a világörökségi helyszín része. A helyszín harmadik része az 1778-ban alapított San Leucio-selyemgyár és a munkások lakhelyéül szolgáló falu. A létesítményhez iskola, tanítói lakások, selyemhernyó tenyésztésére szolgáló helyiségek, selyemszövő és -festő termek tartoztak. A selyemmanufaktúrát a francia megszállás után nem fejlesztették tovább. |                                                                                 |

| | A Savoyai királyi család rezidenciái |
| Olaszország |                                      |
| Kulturális (I)(II)(IV)(V) |                                      |
| Védett terület: 370,82 ha, puffer zóna: 6 931,47 ha, hivatkozás: 823 |                                      |
| Emánuel Filibert savoyai herceg 1562-ben Torinóba helyezte át fővárosát. Ő és utódai a kor legjelentősebb művészeit bízták meg, hogy a környéken és Torinóban, ami akkor még csak egy egyszerű középkorias város volt fényűző kastélyokat hozzanak létre. Legfontosabb közülük a város központjában álló királyi palota (Palazzo Reale) ami a 16. és a 18. század között épült és a 17. században kapta végső formáját. A központi belső udvar köré épült hatalmas téglapalota 1865-ig a Savoyai-ház hivatalos rezidenciája volt. Az uralkodó hatalmát demonstráló, abszolút hatalmat sugárzó épület báltermét nemrég újították fel. A helyszínhez tartoznak még a szintén Torinóban található Madama, Carignano, Chiablese paloták. A Carignano palota jellegzetessége főhomlokzatának kialakítása. A hercegek utasítására más közeli városokban is nagyszabású épületeket emeltek, köztük Agliè, Bra, Govone, Polenzo, Stupinigi és Venaria települések palotáit és kúriáit. Utolsónak készült el Moncalieri kastélya ami egy 2008-as tűzvészben károsodott. |                                      |

| | A padovai botanikus kert |
| Olaszország |                          |
| Kulturális (II)(III) |                          |
| Védett terület: 2,2 ha, puffer zóna: 11,4 ha, hivatkozás: 824 |                          |
| A padovai botanikus kertet Francesco Bonafede botanikus professzor alapította 1545-ben Andrea Moroni tervei alapján. A mai napig sikerült megőriznie eredeti szerkezetét. Alaprajza egy négy négyzetet magába foglaló kör körülötte koncentrikus ösvényekkel és a közepén egy a Földet jelképező kerek tisztással amit az óceánt megjelenítő vizesárok vesz körbe. A kertet magas fallal vették körül, hogy távol tartsák a tolvajokat, a falakat 1704-ben négy látványos bejárattal tagolták. Az évszázadok során öntözőrendszerrel, szivattyúállomással, szökőkutakkal, angolparkkal, egy kilátódombbal és melegházakkal bővítették. A kertben jelenleg körülbelül hatezer növényfaj egyedei élnek, némelyik több száz éves. A kert mindig is ritka fajok gyűjtőhelye volt, egyes növényfajok innen terjedtek el Európában. Az egyetemi városrészben található kert kutatólétesítményként is működik, könyvtára ötvenezer kötetből áll, herbáriuma Olaszország második legnagyobb ilyen jellegű gyűjteménye. |                          |

| | Porto Venere, Cinque Terre és a szigetek (Palmaria, Tino és Tinetto) |
| Olaszország |                                                                      |
| Kulturális (II)(IV)(V) |                                                                      |
| Védett terület: 4 689,25 ha, hivatkozás: 826 |                                                                      |
| A helyszínhez a Ligur-partvidék Cinque Terre és Porto Venere közötti 15 kilométeres partszakasza tartozik. Cinque Terre „öt föld” településeit (Monterosso al Mare, Vernazza, Corniglia, Manarola, Riomaggiore) a késő középkorban alapították, és még ma sem köti össze őket közvetlen tengerparti út. Az Olaszország egyik legszebb partvidékének számító helyen gyalogösvényeken és lépcsőkön lehet a településeket végigjárni. A szűk öblökkel tagolt sziklafal fölé az itt élők templomok vagy várak köré építették ki szabálytalan elrendezésű falvaikat. Mezőgazdaságukra jellemző a többlépcsős teraszos termesztés, a legtöbb ilyen módon megművelt földterületet a 12. században alakították ki. A helyszín legfontosabb műemlékei Porto Venere román kori Szent Lőrinc-temploma, a gótikus 13. századi Szent Péter-templom és egy a 17. században átépített vár, ami egykor egy római erődítményhez tartozott. A helyszínhez tartozik még Palmaria, Tino és Tinetto szigete, utóbbiak egy román kori apátság és egy ókeresztény kolostor maradványait őrzik. |                                                                      |

| | A dóm, a Torre della Ghirlandina és a Piazza Grande Modenában |
| Olaszország |                                                               |
| Kulturális (I)(II)(III)(IV) |                                                               |
| Védett terület: 1,2 ha, puffer zóna: 1,1 ha, hivatkozás: 827 |                                                               |
| Modena San Gimignanónak ajánlott 12. századi katedrálisa a középkori építészet egyik remekműve, Olaszország egyik legszebb román stílusú temploma. Egy korábbi, az ezredforduló körül összeomlott épület helyén áll a város központjában a Piazza Grandén. A 11. század utolsó éveiben kezdték építeni egy Lanfranco nevű építész tervei alapján és 1184-ben szentelték fel. A katedrális nevezetessége gazdag szobordíszítése – főleg a nyugati homlokzaton – ami Wiligelmo vezetésével készült az úgynevezett Maestri Campionesi csoport közreműködésével, akik Campione és környékéről származó kőművesek és szobrászok voltak. Bár később komolyabb átalakításokat is végeztek az épületen megőrizte eredeti alaprajzát, román, bizánci és korabeli lombard stílusjegyeit. A templom mellett álló harangtornyot is román stílusban kezdték építeni, végül gótikus stílusban fejezték be. A hatszintes vakívekkel és kettős-hármas ablakokkal tagolt tornyot két boltív köti össze a katedrálissal. A katedrális és tornya valamint a tér a középkori városfejlesztés egyik kiemelkedő alkotása. |                                                               |

| | Pompeii, Herculaneum és Torre Annunziata |
| Olaszország |                                          |
| Kulturális (III)(IV)(V) |                                          |
| Védett terület: 98,05 ha, puffer zóna: 24,35 ha, hivatkozás: 829 |                                          |
| A helyszínhez tartozó településeket a Vezúv i. sz. 79-es kitörése pusztította el. A régészeti ásatások már a 18. században elkezdődtek, ennek ellenére a lelőhelyeknek eddig csak egy részét tárták fel és folyamatosan kerülnek elő újabb leletek. A városok hirtelen pusztulása miatt a Római Birodalom polgárainak mindennapi élete egyedülálló módon rekonstruálható. A nagy területen kiásott Pompeii kereskedőváros volt jelentős középületekkel, utakkal és az előkelők díszes házaival. A városban feltért freskók a legszebbek közé tartoznak. Híres épületei közé tartozik a Capitolium temploma, a Bazilika és a közfürdők a fórum közelében, a Misztériumok háza, a Faun háza a híres Nagy Sándor-mozaikkal és a Vettiusok háza. A mindennapi élet emlékei a pékségek, boltok maradványai és a feltárt használati tárgyak. Herculaneumból eddig csak kisebb városrészt tártak fel, ennek oka, hogy nem vulkáni hamu, hanem vastag iszapréteg borította el. Épületei sokkal jobb állapotban maradtak meg, mint a Pompeii-ben lévők. Többszintes házak, fürdők, tengerre néző villák, magas teraszok, boltok láthatók a területen, itt is sok épületet freskókkal díszítettek. Torre Annunziatában csak 1967-ben kerültek elő a Villa Oplontis maradványai gazdag freskó-, mozaik- és márványdíszítéssel. A feltételezések szerint Nero császár feleségének villája lehetett. |                                          |

| | Amalfi-part |
| Olaszország |             |
| Kulturális (II)(IV)(V) |             |
| Védett terület: 11 231 ha, hivatkozás: 830 |             |
| Az Amalfi-part Olaszország egyik leglátványosabb partszakasza. A világörökségi helyszínhez Salerno környékén a Positano és Vietri sul Mare közötti partszakasz, ezen kívül Scala, Tramonti és Ravello települések tartoznak, összesen 112 négyzetkilométernyi terület. Az itt lakók alkalmazkodtak a földrajzi viszonyokhoz, a domboldalakon teraszos földművelést folytattak, magasabban fekvő fennsíkokon állatokat legeltettek. A terület gazdag építészeti emlékekben. Amalfi a 9. században a térség egyik legerősebb állama volt, legfontosabb épülete a román kori katedrális és a hozzá tartozó kerengő. A hagyomány szerint a város szülötte, Flavio Gioia találta fel az iránytűt. Amalfi és Positano között található a Smaragd-barlang, látványos cseppkövekkel. Positano az ország egyik legrégebbi települése, jellegzetességei sziklákra épült házai. Ravello híres épületei a katedrális és a Villa Rufolo, ahonnan csodálatos kilátás nyílik a tengerre. A partvidék egyes részei viszonylag érintetlenek, ennek köszönhetően eredeti élővilága szinte teljesen megmaradt. |             |

| | Agrigento régészeti lelőhelyei |
| Olaszország |                                |
| Kulturális (I)(II)(III)(IV) |                                |
| Védett terület: 934 ha, puffer zóna: 1 869 ha, hivatkozás: 831 |                                |
| A mai Agrigento közelében található romterület az i. e. 6. században alapított Akragasz maradványait őrzi, ami az egyik legjelentősebb települése volt az ókori mediterráneumnak. A régészeti helyszínnek eddig csak egy részét tárták fel. A görög kolónia és kereskedőváros legépebben megmaradt épületei a Templomok völgyében találhatók. Az itt látható dór templomok az ókori görög építészet kiemelkedő alkotásai. A település az i. e. 5. század első felében élte fénykorát. Itt található az egyik legjobb állapotban fennmaradt görög templom, a Concordia-templom ami i. e. 430 körül épült. A Héra-templomot i .e. 450 körül építették. Zeusz templomának csak az alapja és főoltára maradt meg, ez volt a görög világ egyik legnagyobb temploma, oszlopai húsz méter magasak lehettek. Utolsónak épült meg Héraklész temploma. Ebből az épületből csak néhány oszlop maradt meg. A hely klasszikus görög építészet utáni emlékei is jelentősek, köztük hellenisztikus és római épületmaradványok, és késő antik valamint korai keresztény temetők. |                                |

| | Villa Romana del Casale |
| Olaszország |                         |
| Kulturális (I)(II)(III) |                         |
| Védett terület: 8,92 ha, puffer zóna: 10,37 ha, hivatkozás: 832 |                         |
| A szicíliai Piazza Armerina közelében található Villa Romana del Casale egyike az eddig ismert legszebb római kori luxusvilláknak. Ez Szicília legnagyobb késő római lakóépülete. Egyes feltételezések szerint császári talajdonban volt, de erre nincs bizonyíték. 1920 óta folynak kutatások a helyszínen de eddig csak egy részét tárták fel. A villa páratlan mozaikdíszítése miatt nevezetes. Ötven helyiségből áll, ezek egy központi udvar köré csoportosulnak. Az ismert négyezer négyzetméteres része négy nagyobb egységre osztható. Az első egy előtér és egy belső udvar, a második egy oszlopcsarnok szökőkúttal, a harmadik rész egy másik oszlopcsarnok mögött található, a negyedik pedig egy vadászatot ábrázoló mozaikkal díszített folyosón keresztül közelíthető meg. A négyezer négyzetméteres alapterületből mintegy háromezer ötszáz négyzetméternyi padlót mozaikokkal díszítettek. A képek többek között halakat, delfineket és más állatokat ábrázolnak, híres a hosszú folyosó padlóján látható vadászjelenet. A legismertebb emberábrázolások női sportolókat jelenítenek meg, akiket a mai bikinihez nagyon hasonló ruhában ábrázoltak a művészek. |                         |

| | Su Nuraxi di Barumini |
| Olaszország |                       |
| Kulturális (I)(III)(IV) |                       |
| Védett terület: 2,32 ha, puffer zóna: 3,91 ha, hivatkozás: 833 |                       |
| A szardíniai „nuraghék” kőtömbökből épült robusztus őrtorony-szerű építmények. Eredetük a bronzkorra vezethető vissza és védelmi célokat láthattak el. Az építmények habarcs nélkül egymásra rakott nagyméretű kőtömbökből állnak gyámkővel alátámasztott mennyezettel. A legnagyobb ilyen jellegű erőd a sziget közepén Barumini közelében található, ez a legjobb állapotban fennmaradt nurage. Egyik bővítése az i. e. 1. évezred első felére datálható és valószínűleg a karthágói fenyegetés miatt volt rá szükség. Központi tornya húsz méter magas és tizennégy méter magas tornyokkal megerősített bástya védi. A bástyát egy falgyűrű vette körül, ezt újabb tornyokkal erősítették meg. Közelében egy bronzkori falu maradványai kerültek elő. Az i. e. 7. században a karthágóiak kifosztották és sorsára hagyták, de a település még akkor is lakott volt amikor az i. sz. 2. században a terület római fennhatóság alá került. Ekkor a nuragék elvesztették stratégiai jelentőségüket. A Baruminitől északra elterülő síkságon is feltártak bronzkori házakat, ezek i. e. 1500 körülre datálhatók. |                       |

| | Rohtasz-erőd |
| Pakisztán |              |
| Kulturális (II)(IV) |              |
| Hivatkozás: 586 |              |
| Az Észak-Pakisztánban fekvő Rohtasz-erődöt Sér Sáh Szúri utasítására kezdték el építeni 1541-ben a Pandzsáb tartománybeli Kahán folyó mellett álló domb tetejére. Az erőd a közép- és dél-ázsiai muszlim katonai építészet egyik legfontosabb alkotása. A stratégiailag kulcsfontosságú helyen álló épületegyüttes soha nem állt komolyabb ostrom alatt így jó állapotban maradt meg. Később a mogul uralkodók fennhatósága alá került. Legfontosabb része egy négy kilométer hosszú falrendszer, amelynek egyes részei tíz méter magasak vastagságuk pedig eléri a tizenkét és fél métert. A falak és a bástyák gyakorlatilag változatlan formában maradtak fenn. A falrendszert bástyákkal és kapukkal tagolták, a tizenkét bejárat közül a Szohail- és a Kabuli-kapu mérete és díszítése miatt kiemelkedik a többi közül. A külső erődfalak mögé egy palotaegyüttest, valamint katonai és polgári célú épületeket emeltek. |              |

| | Panamá Viejo lelőhelye és Panamaváros történelmi negyede |
| Panama |                                                          |
| Kulturális (II)(IV)(VI) |                                                          |
| Védett terület: 54,7 ha, hivatkozás: 790 |                                                          |
| A Csendes-óceán partján fekvő Panama Viejót 1519-ben alapította Pedreirás Dávila konkvisztádor, és a település az Andokból érkező nemesfém kereskedelmének egyik központja lett. További jelentőségét kikötője és az itt felállított királyi bíróság adta, közigazgatási és egyházmegyei központ volt, viszont kedvezőtlen éghajlata miatt fejlődése egy ponton megrekedt így nem válhatott egy Guatemalavárossal vagy Bogotával összevethető várossá. Fénykorában lakosainak száma elérhette a 10000 főt. 1672-ben Henry Morgan walesi kalóz támadásakor a településen tűzvész pusztított, ezután elnéptelenedett és 8 kilométerrel távolabb, egy jobban védhető területen építették újjá. Ez a mai Panamaváros történelmi központja. Mindkét város európai elrendezésű, egyenes utakkal és tágas közterekkel. Az új központ a kaliforniai aranyláznak köszönhetően a 19. században is virágzott. A régi város régészeti helyszíne ma emlékhely, legfontosabb részei a katedrális, templomok, a városháza, a vízvezeték rendszer és a lakóházak maradványai. Az új város 17. és a 19. század közötti építészetében keverednek a spanyol, a francia és az amerikai építészeti stílusok. Figyelemre méltó épületei az öthajós székesegyház, a La Merced- és a San Francisco-kolostor, valamint a főútra, az Avenida Centrálra néző elegáns homlokzatok. |                                                          |

| | Las Médulas |
| Spanyolország |             |
| Kulturális (I)(II)(III)(IV) |             |
| Védett terület: ha, puffer zóna: ha, hivatkozás: 803 |             |
| A Las Médulasi aranylelőhelyen a rómaiak évszázadokon keresztül bányásztak és egy hidraulikus rendszeren alapuló kitermelési eljárást fejlesztettek ki. A becslések szerint kétszázötven év alatt összesen ezer tonna aranyat termeltek ki. Tevékenységük nyomai, az ipari táj összes lényeges eleme, a lakólétesítmények és a kiegészítő épületek is jó állapotban maradtak meg. A nemesfém bányászatát az egyes területek elárasztásával segítették elő, ami veszélyes módszer volt, és sok ott dolgozó rabszolga halálát okozta. Ez az árasztásos bányászat annyi áldozatot követelt, hogy idősebb Plinius is megemlíti egyik művében. A romboló technika átalakította a tájat, különleges formájú sziklacsúcsokat és kőhalmokat alakított ki. A területet 1992-ben nemzeti parkká nyilvánították. A helyszínhez hozzátartoznak a bányák, a salak lerakóhelyei, a gátak, a tározók, a csatornarendszer, valamint a munkások, a hivatalnokok lakóterületei is. |             |

| | A Katalán Zene Palotája és a Szent Kereszt és Szent Pál Kórház |
| Spanyolország |                                                                |
| Kulturális (I)(II)(IV) |                                                                |
| Védett terület: 6,87 ha, puffer zóna: 24,88 ha, hivatkozás: 804 |                                                                |
| A helyszínhez Barcelona két szecessziós stílusú épülete tartozik, mindkettő a katalán építész Lluis Doménech i Montaner alkotása. Az 1905-ben épült Katalán Zene Palotája a város legjelentősebb koncertterme. A fényt és teret összhangba hozó épület acélszerkezetű, amelyet színes kerámiaburkolattal fedtek be, és ólomüveg ablakokkal egészítettek ki. A három év alatt elkészült épület színpadát mindkét oldalról szobrokkal díszítették. A Szent Pál-kórház építését 1901-ben kezdték el, de csak 1930-ra fejezték be. A munkát Pau Gill bankár végrendeletében meghagyott vagyonból finanszírozták. Kialakítása formabontó, ezzel együtt praktikusan illeszkedik a betegek igényeihez. Negyvennyolc különböző, föld alatti folyosókkal összekötött pavilonból áll, amelyeket nagy kertek vesznek körül. A tervezéskor az építész azt az elvet vallotta hogy a harmonikus környezet segíti a betegek gyógyulását és az épület szokatlan megoldásai ellenére is maradéktalanul betöltötte kórház funkcióját. |                                                                |

| | San Millán Yuso és Suso kolostorai |
| Spanyolország |                                    |
| Kulturális (II)(IV)(VI) |                                    |
| Védett terület: 19,01 ha, puffer zóna: 266,24 ha, hivatkozás: 805 |                                    |
| A La Rigia tartományban fekvő hegyi faluban Szent Milán hozott létre egy szerzetesközösséget a 6. században, és az általa alapított kolostor rövidesen fontos zarándokhellyé vált. Az épületegyüttes a Felső (Suso) , az Alsó (Yuso) kolostorokból és remetebarlangokból áll. A Felső kolostort közvetlenül a szikla mellé építették, az előcsarnokkal ellátott épület főhajójának egy részét és több kápolnáját a sziklából vágták ki az eredetileg szerzetesi celláknak használt barlangokból. Az egyik ilyen barlangban volt a szent sírja, ahova a középkor folyamán sokan elzarándokoltak. Feltételezhetően ebben a kolostorban készült a 9. vagy a 10. században az a kódex, ami az eddig ismert legkorábbi katalán nyelvemléket tartalmazza. Az Alsó kolostort később, a 11. század közepén kezdték építeni román stílusban. Királyi termét a 16. század második felében díszítették ki, sekrestélye is ebből a korból való. Barokk homlokzatát a 16. és a 18. század között alakították ki, könyvtárában felbecsülhetetlen értékű dokumentumokat őriznek. |                                    |

| | Dougga / Szugga |
| Tunézia |                 |
| Kulturális (II)(III) |                 |
| Védett terület: 75 ha, puffer zóna: 91 ha, hivatkozás: 794 |                 |
| Numidia római bekebelezése előtt 6 évszázaddal, egy termékeny síkságra néző magaslatra épült Szugga városa. A Numid állam fontos fővárosa. Virágzott a római és bizánci uralom alatt, de hanyatlásnak indult az iszlám időszakban. A ma látható impozáns romjai alapján némi elképzelésünk lehet a kis római város erőforrásairól, a birodalom peremén. Szugga/Dougga régészeti terület Tunézia északnyugati régiójában található, egy 571 m magas hegy tetejéről uralva az alatta elterülő termékeny Oued Khalled völgyet. A régészeti területe mintegy 75 hektár. Egy teljes város romjai tanúskodnak több mint 17 évszázad történelméről. A romok kiemelkedő példája szemlélteti a szintézis a különböző kultúrák között: numidiai, pun, hellén és római. A római kori emlékek integrálódtak a lényegében numidiai város szövetébe. A római Afrika provincia közigazgatási tartomány relatív jelentéktelenségének ellenére, Szugga a középületeknek figyelemre méltó csoportjával rendelkezik, melyek nagyrészt az i. sz. 2. és 3. századra datálhatók. Szuggát tartják a legjobb állapotban fennmaradt afrikai római város példájának Észak-afrikában. |                 |